# Johann Ernst Friedrich Westphalen
Johann Ernst Friedrich Westphalen (* 11. August 1757 in Hamburg; † 3. September 1833 ebenda) war ein deutscher Kaufmann aus Hamburg, Ratsherr, Senator und 1800–1801 Präses der Handelskammer Hamburg.

## Familie und Beruf
Johann Ernst Friedrich Westphalen war der Sohn von Christoph Dietrich Westphalen (1728–1814), Lehrer und Schreibmeister an der St.-Petri-Schule in Hamburg und seiner Frau Gertrud Elisabeth Kolthoff (1732–1775).
Er heiratete am 4. August 1785 die berühmte Hamburger Dichterin und Schriftstellerin Engel Christine Westphalen (1758–1840), geb. von Axen, Tochter des Jacob von Axen (1710–1773), Porzellanhändler und Bürgerkapitän in Hamburg und seiner Frau Katharina Maria Albers (1725–1791). Zusammen hatten sie fünf Kinder, von denen aber nur ein Sohn und eine Tochter sie überlebten. Ihre Tochter Lydia Amalie (1794–1855) verheiratete sich 1815 mit dem russischen Oberst und ab 1822 Stadtkommandanten von Hamburg, Carl Joseph Johann von Stephani (1782–1842).
Westphalen gründete 1785 mit seinem Freund Martin Albert Rücker (1758–1824) die Handelsfirma Rücker und Westphalen. Von 1806 bis 1819 gehörte zu den Anteilseigner auch Johann Christoph Friedrich Rist (1780–1822).
```
Das Comptoir fand zunächst unter den Anschrift Huxter 98 (heute Teil der 
Ost-West-Straße, Teilstück Willy-Brandt-Straße
), wurde dann aber vor 1802 in der 
Große Reichenstraße
 42 verlegt, wo Westphalen auch seinen Wohnsitz hatte
[
3
]
.
```

Zusammen mit seiner Frau war er während der Französischen Revolution Gastgeber für viele prominente französische Flüchtlinge, zu denen u. a. Louis Philippe von Orléans, der spätere König Frankreichs und Charles-François Dumouriez gehörten.

## Ehrenamt und Politik
Seine im Hamburger Kaufmannsstand verbreitete ehrenamtliche Karriere begann er 1786 als Adjunct am Kirchenkollegium der Hamburger Hauptkirche St. Petri. 1787 wurde er in die Kriegskommission gewählt, 1790 kaufmännischer Richter am Niedergericht (Niedergerichtsbürger) und 1792 Fortifikationsbürger, als der er für die Befestigung der Hansestadt zuständig war. Ab 1793 hatte er das Amt des Waisenhausprovisors inne und 1797 wurde er Armenvorsteher. Bereits 1796 war er in die Commerzdeputation gewählt worden und war dort 1800 bis 1801 Präses. Im Anschluss an diese Zeit war er 1802 bis 1803 tätig als Bancobürger in der Verwaltung der Hamburger Bank, von 1803 bis 1804 als Admiralitätsbürger und gehörte ab 1804 als Oberalter dem Rat der Sechziger an.
Am 6. Februar 1809 wurde Westphalen schließlich in den Rat der Stadt Hamburg gewählt, inmitten der Zeit der französischen Okkupation (1806 bis 1814). Berühmt wurde Westphalens aus dieser Zeit stammende Veröffentlichung Hamburgs tiefste Erniedrigung in den letztverflossenen Jahren (Hoffmann’sche Buchhandlung, Hamburg 1814), die er anonym („von einem Hamburger“) verfasste und in der er zu der später oft zitierten Einschätzung gelangte, die Besatzungszeit habe Hamburg allein zwischen 1809 und 1814 75 Millionen Französische Franc gekostet. Nach der Befreiung Hamburgs blieb Westphalen bis zu seinem Tode 1833 Mitglied des Rates und nahm dort wichtige Ämter wahr. Als Senator fungierte er zuletzt als Vorsitzender der Deputationen für die Annahme von Bürgern, für die Brot-Ordnung und leitet als Präses das Große Armen-Collegium. Mit dem Senatssyndicus Wilhelm Amsinck an seiner Seite leitet er auch die Commission für die Formierung des Entwurfs zum allgemeinen Budget, fungierte polizei- und ordnungsrechtlich zusammen mit dem Senatssyndicus und späteren Bürgermeister David Schlüter (1758–1844) als Landesherr in den Vorstädten St. Georg und Hamburger Berg und wirkte als Mitglied in den Deputationen für die Makler-Ordnung, Schifffahrt- und Handel, das Kirchenwesen sowie die Schulden-Administration. Zusammen mit seinem Schwiegersohn von Stephani saß er auch in der Bürger-Militair-Kommission.